# Moerpodzolgronden
Een moerpodzolgrond is een bodemtype in het Nederlandse systeem van bodemclassificatie dat behoort tot de suborde van de hydropodzolgronden. In deze suborde worden hydromorfe kenmerken hoog in het profiel waargenomen, wat erop wijst dat ze in het verleden permanent of periodiek met water verzadigd waren.
Moerpodzolen zijn relatief laag gelegen podzolgronden met een moerige bovengrond (veenlaag). Ze komen voor op afvoerloze, lage plaatsen van de hogere zandgronden Nederland.
De moerige bovengrond vertoont gliedeachtige verschijnselen: deze is door inspoeling aangerijkt met humus waardoor een slecht doorlatende laag is ontstaan. Door een gliedelaag kan het regenwater slechts langzaam infiltreren in de ondergrond.
Deze gronden komen in de Veenkoloniën voor in combinatie met de moerpodzolgronden met een zanddek. Dit zanddek wordt ook wel een veenkoloniaal dek genoemd. Andere varianten van de moerpodzolgronden hebben een afdeklaag hebben van klei of zavel.
De naam van de subgroep is afgeleid van de uitgang moer in sommige plaatsnamen.
| Horizont | Diepte   | Omschrijving |
| -------- | -------- | --- |
| Ah1      | 0–8 cm   | zode; zwart, iets zandig veen; amorf, gliedeachtig; sterk beworteld                                                |
| Ah2      | 8–20 cm  | zwart, iets zandig veen, amorf, gliedeachtig; minder sterk beworteld                                               |
| 2AB      | 20–30 cm | geleidelijke overgang van Ah naar 2B horizont                                                                      |
| 2Bhs     | 30–45 cm | donkerbruin, matig humeus, zwak lemig, matig fijn zand; veel amorfe humus; iets plastisch (kazig)                  |
| 2BC      | > 45 cm  | bruin tot lichtbruin, matig humusarm, zwak lemig, matig fijn zand; duidelijke amorfe humushuidjes rond zandkorrels |